# Eggermühlenbach
Der Eggermühlenbach ist ein Nebenfluss der Hase.

## Geographie

### Verlauf
Der Eggermühlenbach beginnt in dem Bippener Ortsteil Klein Borkern. Mit nordwestlicher Fließrichtung erreicht er bei Eggermühlen das Schloss Eggermühlen, bei welcher er die Gräfte speist. Nach passieren der Ortslage Kettenkamps zweigt der Strautbach aus dem Eggermühlenbach ab. Am Kleiner Merschdamm im nördlichen Gemeindegebiet von Kettenkamp teilt sich der Eggermühlenbach in zwei Arme. Der rechte Arm fließt weiter östlich und nimmt hier den Kohlriedenbach auf. Nördlich von Nortrup vereinigen sich die beiden Arme des Eggermühlenbachs wieder. Kurz vor der Mündung wird der Linksseitige Grundabzug auf einem Damm überquert. Beim Menslager Ortsteil Wierup mündet der Eggemühlenbach in die Kleine Hase.

## Geschichte
Ein Teil des Eggermühlenbachs sollte als FFH-Gebiet ausgewiesen werden. Aus heute nicht mehr ermittelbaren Gründen wurde der Vorschlag 1999 aus der Liste der auszuweisenden FFH-Gebiete entfernt. 2006 stellte die Gemeinde Nortrup beim Landkreis Osnabrück einen Antrag auf Verlegung eines Teils des Eggermühlenbaches, dieser Antrag wurde später wegen Einsprüchen gegen die Verlegung vor dem Verwaltungsgericht Osnabrück verhandelt. Im Mai 2017 stellte das Verwaltungsgericht Osnabrück fest, dass die Verlegung vorerst nicht durchgeführt werden darf, da der Landkreis keine allgemeine Umweltverträglichkeits-Vorprüfung durchgeführt hatte. Die Verlegung wurde vom Landkreis Osnabrück als „naturnahen Gewässerausbau“ bezeichnet, weshalb keine Umweltverträglichkeitsprüfung durchgeführt wurde.